# Confins (revue)
Pour les articles homonymes, voir Confins.
Confins est une revue franco-brésilienne de géographie, sur support électronique, en texte intégral.
Créée en 2006, elle est consacrée à la publication d’articles originaux, en français ou en portugais et à des traductions d’articles existants. Abondamment illustrés, les articles portent sur des sujets brésiliens, français ou autres, avec une préférence donnée aux articles comparatifs et aux articles de Brésiliens sur l'Europe.
Le projet éditorial de la revue est donc de diffuser dans les deux sens les acquis de la recherche en géographie, dans toutes ses composantes, avec toutefois une priorité à la géographie régionale. Sur les approches, aucune exclusive mais toute l’exigence d’une revue scientifique, et donc la validation des articles par des comités internationaux.
Confins est une revue en libre accès accessible sur le portail OpenEdition Journals.